# Bila, Lîpoveț
Bila (în ucraineană Біла) este localitatea de reședință a comunei Bila din raionul Lîpoveț, regiunea Vinnița, Ucraina.

## Demografie
Componența lingvistică a localității Bila
     Ucraineană (98,05%)
     Alte limbi (1,94%)
Conform recensământului din 2001, majoritatea populației localității Bila era vorbitoare de ucraineană (98,05%), existând în minoritate și vorbitori de alte limbi.